# Ф (электровоз)
Электровоз Ф — электровоз переменного тока, строившийся во Франции по заказу Советского Союза.

## История
Для приобретения опыта эксплуатации и конструирования электровозов переменного тока напряжением 25 кВ Советский Союз в июле 1957 года заказал во Франции постройку серии из 50 электровозов переменного тока типа 3О-3О с игнитронами. Из этого количества 40 электровозов должны были быть грузовыми (из них 10 — с рекуперацией) и 10 — пассажирскими.
При проектировании электровозов серии Ф использовались узлы, применявшиеся на электровозах, строившихся во Франции. С целью облегчения транспортировки по дорогам Франции кузов электровоза был спроектирован без полного использования габарита железных дорог СССР, что несколько стеснило проходы и увеличило длину кузова. В качестве тяговых электродвигателей на грузовых локомотивах были установлены ТАО-649В1, а на пассажирских — ТАО-649А1, различавшиеся только конструкцией остова. Электровозы могли работать по системе многих единиц.
Первый из построенных локомотивов (Ф-01, первоначальное обозначение — Т01) в апреле 1959 года прошёл испытания на участке Валансьен — Тионвиль французских железных дорог с поездами массой 1100, 2250 и 2500 т. В период 1959 — 1960 гг. все электровозы (грузовые и пассажирские) были доставлены в СССР морским путём.
К 1963 году все 50 локомотивов этой серии были сосредоточены в локомотивном депо Красноярск. Эксплуатация показала, что электровозы данной серии имеют множество недоработок, как в электрической (автотрансформаторные обмотки, тяговые электродвигатели, электродвигатели вентиляторов, резисторы), так и в механической (опоры кузова и муфты мотор-компрессоров) частях. Доработки производились уже в Советском Союзе. Опыты по наладке рекуперативного торможения продолжались более года, однако различные недоработки так и не позволили использовать электрическое торможение на электровозах серии Ф с рекуперацией (ФР).
В начале 1970-х годов электровозы серий Ф, ФР и ФП из-за изношенности оборудования, в частности, выпрямительной установки, стали отстраняться от работы и заменяться электровозами серий ВЛ60 и ВЛ60П. К августу 1973 года было списано 10 электровозов: семь серии Ф, один — ФР и два — ФП. Сорок оставшихся локомотивов прошли заводской ремонт. К августу 1976 года из инвентаря были исключены ещё семь электровозов серии Ф и пять — серии ФП. 
Часть из оставшихся электровозов была оборудована кремниевыми выпрямителями и использовалась лишь на вспомогательной работе. Электровозы с игнитронами ожидали списания. Последние французские электровозы были исключены из инвентаря МПС в 1987 году.

## Сохранившиеся экземпляры
На сегодняшний день из всех пятидесяти электровозов серии Ф, поставленных в СССР и эксплуатировавшихся на Красноярской железной дороге, сохранился лишь один ФК-07, являющийся экспонатом музея железных дорог России в Санкт-Петербурге. Судьба и нынешнее местоположение четырёх электровозов серии Ф (Ф-02, Ф-05, Ф-13 и Ф-22) неизвестны, вероятнее всего, отправлены в металлолом.

## Модификации

### ФР
10 электровозов серии Ф были выпущены с рекуперативным торможением и получили обозначение ФР.

### ФП
Ещё 10 электровозов серии Ф были пассажирскими и обозначались ФП.

### ФК
Несколько электровозов серии Ф в результате более поздних модернизаций получили обозначение ФК. Предположительно индекс К обозначает установку кремниевых выпрямителей.

## Технические данные
- Осевая формула — 3О-3О
- Конструкционный вес — 124 т (серия Ф), 137 т (ФР), 130 т (ФП)
- Вес в рабочем состоянии (с балластом) — 138 т (серия Ф), 138—142 т (ФР), 131 т (ФП)
- Часовая мощность ТЭД — 790 кВт
- Сила тяги часового режима — 35800 кгс (серии Ф и ФР), 22900 кгс (ФП)
- Скорость часового режима — 47,3 км/ч (серии Ф и ФР), 74,1 км/ч (ФП)
- Длительная мощность ТЭД — 760 кВт
- Сила тяги длительного режима — 34000 кгс (серии Ф и ФР), 21700 кгс (ФП)
- Скорость длительного режима — 48,3 км/ч (серии Ф и ФР), 75,8 км/ч (ФП)
- Конструкционная скорость — 100 км/ч (серии Ф и ФР), 160 км/ч (ФП)